# Palocabildo
Palocabildo est une municipalité colombienne située dans le département de Tolima.